# Féminisme musulman

Symbole du féminisme islamique.

Le féminisme musulman, également appelé féminisme islamique, est un mouvement féministe musulman, souvent proche de l'islam libéral, qui revendique un féminisme interne à l'islam et vise à une modification des rapports entre hommes et femmes au sein de la religion musulmane.
Il est comparable, en ce sens, à d'autres mouvements de théologie féministe, tel que le féminisme chrétien ou le féminisme judaïque, en ce qu'il se fonde sur une étude des textes sacrés pour affirmer l'égalité des genres.
Le féminisme islamique tente de créer un espace entre deux positions critiques : d'un côté, celle des fondamentalistes islamiques voyant dans « la juxtaposition des mots “féminisme” et “islamique”, l’héritage sourd d’un mode de pensée “occidental”, étranger aux différentes cultures islamiques », et de l'autre une position féministe ou/et occidentale qui soutient le caractère prétendument incompatible de l'islam et du féminisme, opinion souvent accompagnée d'une dénégation de l'existence de mouvements féministes spécifiques aux pays musulmans. Selon Valentine Moghadam (2006), sociologue et chef de la section « Égalité des genres et développement » à l'Organisation des Nations unies pour l'éducation, la science et la culture (Unesco), ces deux positions extrêmes « orientalisent » ou « exotisent » l'islam davantage qu'elles ne permettent de comprendre l'émergence de ces mouvements réformistes.
Le féminisme islamique est présent dans de nombreux pays, des États-Unis à l'Afrique du Sud, de l'Europe à l'Asie en passant par le Maghreb et le Machrek, et se mobilise contre le patriarcat à partir de références musulmanes.

## Origine et revendications du mouvement
Le féminisme musulman se fonde sur l’ijtihad  pour interroger la place des femmes dans l'islam ou, selon une perspective géopolitique, dans les pays musulmans. Il accorde une place centrale à l'éducation comme élément d'autonomisation des femmes. Selon Valentine Moghadam, le féminisme musulman rejoint le féminisme chrétien et judaïque en s'enracinant dans une perspective religieuse.
Le terme de « féminisme musulman » a été élaboré au début des années 1990 principalement par des femmes iraniennes, laïques et féministes qui s'intéressaient à l'émergence d'un mouvement, depuis les années 1980, qui reformulaient les problématiques féministes à l'intérieur du paradigme islamique. Outre l'Iran, cette expression circulait oralement en Afrique du Sud (Shamima Shaikh), en Égypte, en Turquie, et dans les pays occidentaux. Cela fait suite à l'accès aux études supérieures de femmes issues des classes moyennes, qui ont repris le concept américain des études de genre.
Ce mouvement converge en Iran autour de la revue Zanan (en) (Femmes), fondée par Shahla Sherkat, qui soulève le débat des relations de genre à l'intérieur de l'islam, et de la compatibilité entre islam et féminisme. Pour de nombreux laïques iraniens, ces deux notions sont incompatibles. La revue Zanan affirmait l'origine sociale et politique des inégalités de genre, et critiquait une large partie du droit musulman comme étant fondé sur une interprétation patriarcale du Coran, soulevant ainsi la question de l’ijtihad et du droit des femmes à réinterpréter la jurisprudence islamique (le fiqh). En Turquie, avant d'être assassinée, Konca Kuris fait des textes religieux une lecture analogue, en affirmant qu'ils ne s'opposent pas une égalité entre hommes et femmes, et que ceux qui en font une lecture inverse dévoient le Coran. . En Iran, en Égypte, au Maroc et au Yémen, les féministes musulmanes se sont attaquées au droit musulman de la famille. À l'intérieur de la république islamique d'Iran, certaines féministes musulmanes se réclamaient du fondamentalisme, tandis que d'autres rejetaient sans appel cette doctrine.
Ce mouvement s'appuie sur les interrogations soulevées par les intellectuels musulmans concernant les rapports entre l'islam et la démocratie et les droits de l'Homme, s'inscrivant ainsi dans un courant de réforme plus large (islam libéral) — par exemple, Abdolkarim Soroush, Mohsen Kadivar, Hasan Yousefi Eshkevari (en), et d’autres connus sous l’appellation de « nouveaux intellectuels religieux en Iran » (ou réformateurs) ; le défunt Mahmoud Mohamed Taha du Soudan, Hassan Hanafi d’Égypte et l’exilé Nasr Hamid Abû Zayd ; Mohammed Arkoun d’Algérie, professeur à la Sorbonne ; Chandra Muzaffar de Malaisie, Fathi Osman (en), etc. Outre le droit à l’ijtihad, le féminisme islamique revendique le droit de participer aux prières et d’officier dans des prières mixtes.
Selon Margot Badran, chercheuse au Centre pour la compréhension entre musulmans et chrétiens du prince saoudien Al-Walid ben Talal à l'Université de Georgetown (États-Unis), les concepts centraux de ce mouvement sont l'égalité des femmes et la justice sociale. Selon la chercheuse :

« L’islam est la seule des trois religions du Livre à avoir introduit dans ses textes – le Coran considéré comme la parole de Dieu – l’idée d’une égalité fondamentale de la femme et de l’homme (l’un et l’autre étant considérés comme des êtres humains — ou insan), et à y inclure la question des droits des femmes et de la justice sociale. C’est ce message qui a été perverti au nom de l’islam lui–même. Le patriarcat préexistant, que le Coran est venu tempérer et finalement éradiquer (…) s’est montré fort résistant. Et c’est en dépit de la persistance du patriarcat que la religion musulmane fut adoptée. La manipulation par les franges dominantes de la société fut telle que l’islam finit par être perçu comme naturellement patriarcal au point d’effacer la contradiction inhérente entre la parole révélée et le patriarcat et d’anéantir toute revendication islamique en faveur de l’égalité des sexes et de la justice sociale. Ce n’est pas le moindre paradoxe de constater que la seule religion qui a inscrit l’égalité des sexes dans ses textes se retrouve aujourd’hui considérée comme la plus machiste de toutes (…). Les musulmans machistes, au niveau étatique, social ou familial, et les détracteurs de l’islam ont un intérêt commun, quoique pour des raisons différentes, à perpétuer cette fiction d’un islam patriarcal. »

Margot Badran affirme que le féminisme islamiste revendique une conception égalitaire de l'oumma, ou communauté des croyants, qui transcende les divisions Orient/Occident, public/privé, séculier/religieux, et rejette l'idée d'un État islamique.

## Histoire du mouvement avant l'émergence du terme
Dès avant 1920, la période de renaissance culturelle arabe s'appelle la Nahda, avec l'Égypte en tête des revendications féministes et du mouvement d'émancipation des femmes arabes. Ce mouvement réformiste réclame un statut « égalitaire » de la femme arabo-musulmane. Ses membres combattent notamment contre le port obligatoire du voile islamique, « symbole d'une conception archaïque de la vie sociale » et la fin des harems, et luttent pour le droit à l'éducation des filles et l'obtention du droit de vote des femmes.
En Égypte, le terme « féminisme » est utilisé, dès les années 1920, par les femmes musulmanes participant aux mouvements de libération de la femme, c'est-à-dire au même moment où le terme émergeait aux États-Unis. La féministe sri-lankaise Kumari Jayawardena a montré, en 1986, dans son étude des mouvements féministes dans plusieurs pays orientaux, que les féministes égyptiennes n'avaient pas emprunté la notion de féminisme à l'Occident ; elle rejetait ainsi l'affirmation islamiste selon laquelle le féminisme serait une invention occidentale.

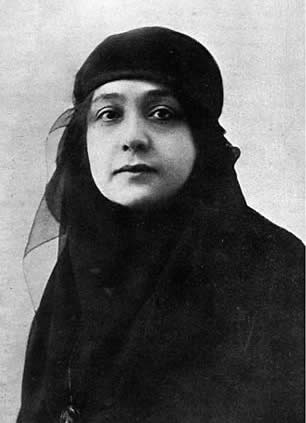
Huda Sha'arawi (ou Hoda Shaarawi ; arabe : هدى شعراوي), pionnière du mouvement féministe égyptien et arabe, nationaliste et fondatrice de l'Union féministe égyptienne (vers 1900).

En 1923, la féministe égyptienne Huda Sharawi (1879-1947) acquiert une renommée internationale après avoir décidé de militer en ne portant pas le voile,.
Au contraire, la lutte pour l'égalité des droits s'accompagnait, en Égypte, d'anticolonialisme, luttant aussi bien contre le patriarcat autochtone que contre le colonialisme patriarcal. Du fait de son lien avec le nationalisme, il était alors désigné sous le nom de « féminisme laïc », synonyme, selon Badran, de « féminisme national » (égyptien, syrien, etc.). Huda Sharawi devient ainsi la présidente du Comité central du Wafd, le parti nationaliste, et fonde en 1923 l'Union féministe égyptienne. La même année, elle se dévoile publiquement, devenant la première femme égyptienne à retirer son foulard islamique.
En parallèle en Tunisie, Tahar Haddad, diplômé de l'Université Islamique Zitouna écrit bon nombre d'articles portant sur l'instruction de la femme et son émancipation juridique et sociale dans le journal As-Sawab entre 1928 et 1929. Ces écrits sont à l'origine de son ouvrage le plus connu, Notre femme dans la législation islamique et la société (1930). C'est sur la base de ses travaux que sera promulgué le Code du statut personnel (CSP) du président tunisien Habib Bourguiba de l'après-indépendance.
Avec l'émergence de l'islam politique dans les années 1970, qui remet en cause la distinction séculier/religieux, les féministes musulmanes sont dénigrées en tant que musulmanes dévoyées, et grossièrement décrites comme « brosses à reluire de l’Occident » ou « brosses à reluire de la laïcité ». Certaines féministes laïques se sont alors jointes à ces attaques, pour dépeindre l'islam comme religion fondamentalement sexiste, cliché persistant jusqu'à aujourd'hui. Néanmoins, les échanges entre féministes islamiques et féministes laïques se font aujourd'hui plus importants. Cette alliance a participé à certaines avancées dans les années 2000, comme l'obtention du droit de vote pour les femmes à Bahreïn en 2002 puis au Koweït en 2005 ou encore le Code de la famille au Maroc en 2004.
Tandis que les mouvements féministes laïques à l'intérieur du monde musulman se développaient dans le cadre national, le féminisme islamique se concevait au contraire comme mouvement universaliste, transcendant les frontières étatiques. Il se développa d'abord dans les pays où l'islamisme se révéla comme force politique importante, qui re-dessinait l'espace des femmes dans la société et conduisait à d'importantes régressions du statut de la femme, à l'opposé du progrès social espéré. Al-Fanar (le Phare), Organisation féministe palestinienne incluait ainsi dans les assertions principales de l'islam politique, celle selon laquelle :

« Le comble de la corruption occidentale, selon les fondamentalistes, est le féminisme et le mouvement de libération des femmes, qui allient des valeurs égalitaires et démocratiques et les appliquent aux femmes. Les femmes qui sont actives dans ces mouvements sont corrompues et licencieuses, et sont des renégates dont il est permis de verser le sang. En outre, tout ceci s’applique à toute personne qui les soutient. »

Néanmoins, le mouvement féministe musulman se développa parfois même à l'intérieur de ces mouvements islamistes eux-mêmes (ainsi en Turquie). En Afrique du Sud, il émerge à l'issue de la lutte contre l'apartheid. Il apparaît alors que les femmes ont profité d'un accès important à l'éducation, dans tous les domaines, y compris religieux, et alors qu'une population grandissante se retrouve confronté à la modernité, en particulier en raison de l'urbanisation.

## Interprétations du Coran
Voir aussi Théologie féministe.
Le mouvement féministe musulman montre que le Coran[réf. nécessaire] introduit l'idée d'égalité fondamentale de l'homme et de la femme à travers la notion d'insan. Il met en relation le principe d'équilibre (tawwazun) avec le principe d'égalité, et montre que « le Coran n’assigne pas à des rôles sociaux spécifiques » mais « met plutôt en avant la notion de mutualité dans les relations conjugales : les époux se doivent mutuellement protection et assistance ».
Il rejette certains hadîth misogynes comme apocryphes. Ainsi, la sociologue marocaine Fatima Mernissi et l’universitaire turque en études religieuses Hidayet Tuksal (en), par ailleurs spécialiste du hadîth, ont utilisé les méthodologies classiques d’examen des textes islamiques pour démontrer leur inauthenticité. Tuksal travaille avec le Département des affaires religieuses turc (Dinayet) sur un projet consistant à retirer les hadîths misogynes des collections que cette institution publie et distribue à 76 000 mosquées à travers le monde.
Les féministes musulmanes ont aussi travaillé sur le fiqh (jurisprudence islamique) qui n'a guère été mis à jour depuis son élaboration et sa cristallisation en quatre écoles juridiques. Elles ont ainsi participé à la réforme du droit de la famille au Maroc (Moudawana), plaçant l’homme et la femme à égalité en tant que chefs de famille, éliminant presque toute forme de polygamie.

## Place des femmes dans l'espace religieux
Dans l'Université al-Azhar du Caire, les femmes musulmanes ont obtenu le même statut que les hommes oulémas, acquérant ainsi l'égalité des genres non seulement dans la sphère publique séculière, mais aussi dans la sphère religieuse. Chercheuse en fiqh comparé et professeur à Al Azhar, Souad Salih mène une campagne pour permettre aux femmes d’être officiellement nommées au poste de mufti en Égypte.
Bien qu'hommes et femmes, lorsqu'ils font le hajj (pèlerinage), prient ensemble dans la Grande Mosquée et soient rassemblés dans le mathaf (l’espace de déambulation) au moment de tourner autour de la Kaaba, les femmes sont en général placées derrière les hommes dans les mosquées et ne peuvent faire de sermons. Au milieu des années 1990, la Claremont Mosque, au Cap (Afrique du Sud), laissa les femmes s'asseoir en rangs parallèles aux hommes. La mosquée du Cap devint alors le premier lieu où le sermon introductif fut donné par une femme, la théologienne américaine Amina Wadud.
Dans le monde occidental, plusieurs femmes revendiquent le droit d'être imame et de faire des prières sans ségrégation sexuelle, tel que Seyran Ateş en Allemagne, Sherin Khankan au Danemark, ou Kahina Bahloul, Anne-Sophie Monsinay et Eva Janadin en France. Elles se basent sur des hadiths (traditions sur les premiers musulmans) narrant que Mahomet a nommé Oumm Waraka, une ansâr, comme imame de sa communauté. L'imamat des femmes est cependant très discuté car les oulémas l'ayant permis sont minoritaires au sein de l'islam, certains ajoutèrent des conditions très précises,.

## Divergences et précisions à l'intérieur du mouvement: féminisme et religion
Certaines féministes musulmanes ont essayé de distinguer plus précisément entre « féminisme islamique », « féminisme musulman » et « femmes islamistes ». À première vue, le terme de « femmes islamistes » n'implique en effet aucune dimension féministe mais bien une allégeance à l'islam politique, tandis que les expressions de « féminisme islamique » et de « féminisme musulman » impliquent une compatibilité entre la religion musulmane et le féminisme, de même qu'il peut y avoir un féminisme judaïque ou chrétien.
Selon Sonia Dayan-Herzbrun, auteure de Femmes et politique au Moyen-Orient (2006), le terme désigne aussi bien « ceux qui s’efforcent d’établir la compatibilité entre l’islam et l’émancipation des femmes » que « ceux qui mettent l’accent sur la spécificité de la domination des femmes musulmanes indépendamment des sociétés dans lesquelles elles se trouvent » — de façon comparable, par exemple, au Black feminism des États-Unis qui mettait l'accent sur la spécificité de la domination des femmes afro-américaines.
Certains défenseurs de la laïcité considèrent qu'il s'agit d'une manipulation de la lutte féministe au profit du fondamentalisme. A contrario, l'historienne Margot Badran considère que « le féminisme islamique est au cœur d'une transformation qui cherche à se faire jour à l'intérieur de l'islam. Transformation et non réforme, car il ne s'agit pas d'amender les idées et coutumes patriarcales qui s'y sont infiltrées, mais d'aller chercher dans les profondeurs du Coran son message d'égalité des genres et de justice sociale […], et d'y conformer, par un bouleversement radical, ce qu'on nous a si longtemps fait prendre pour l'islam ».

## Le cas marocain
Plusieurs observateurs considèrent que le Maroc a vu une très significative avancée dans le statut des femmes grâce à la formation d'un « féminisme islamique d’État ». Souad Eddouada et Renata Pepicelli remarquent en 2010 que :

« De nombreux chercheurs estiment que la réforme du Code de la famille Mudawana, intervenue au Maroc en 2004, est à ce jour le cas exemplaire de législation fondée sur la sharî'a, mettant en œuvre, du moins en partie, les idées de justice sociale et d'égalité des genres avancées par le féminisme islamique sur la base d'une lecture renouvelée du Coran. »

Cependant, les auteures remarquent également que l'introduction de théologiennes et de prédicatrices, dans un processus dual d'institutionnalisation de l'Islam (à la suite des attentats terroristes de Casablanca) et d'intégration des revendications féministes marocaines, pourrait aussi bien être une instrumentalisation des femmes à des fins politiques qu'une occasion d'améliorer la condition des femmes marocaines.
Les Marocaines restent massivement exclues du marché du travail. Estimé à 24,7 %, le taux d'activité des femmes au Maroc reste assez faible en comparaison avec les pays ayant un taux de croissance similaire, a estimé le 12 mars 2015, Abdeslam Seddiki, le ministre de l'Emploi et de la Formation Professionnelle, lors d'une conférence sur « Les femmes et le monde du travail ». Abdeslam Seddiki a ajouté que « le taux d'activité des femmes n'a pas accompagné la dynamique que connaît le Maroc dans tous les domaines » et a expliqué cette faiblesse du taux d'activité des femmes par le « partage traditionnel des rôles, la prolongation de la durée de scolarité en milieu urbain et quelques pratiques discriminatoires sur le marché du travail ».
Pour le penseur musulman Kamal Znidar, la situation de la femme marocaine en matière d'emploi paraît tout à fait normale quand on prend en considération la nature de la culture religieuse qui domine le Maroc. Cette culture, selon lui, n'encourage pas le travail de la femme et la limite à un rôle au foyer. « Dès l'enfance, on programme les Marocaines à devenir ménagères et pas fonctionnaires ou managers. Que ça soit à la maison, à la rue, et même à la télévision ou à l'école, l'image de la femme est toujours associée au rôle de la mère attachée à son foyer qui sacrifie sa vie pour s'occuper des tâches ménagères et de l'éducation de ses enfants », analyse l'auteur du livre Islam : meilleure religion au monde. « Cette culture donne naissance à des femmes désintéressées des réussites estudiantines et professionnelles. Beaucoup de Marocaines arrêtent leurs études, voire démissionnent de leur métier, dès qu'elles se marient. Ces choix poussent de nombreux entrepreneurs à éviter le maximum possible l'emploi de la femme », a-t-il ajouté. Kamal Znidar a aussi estimé que la montée en puissance des forces de l'obscurantisme et la présence au pouvoir d'un islamiste qui lutte pour maintenir la femme au rang de ménagère vont rendre la lutte pour la libération des femmes de plus en plus difficile au Maroc.
Le 17 juin 2014, dans un discours violent devant les parlementaires lors d'une séance orale sur « les questions et les attentes de la femme marocaine des programmes et politiques du gouvernement », le chef du gouvernement marocain Abdel-Ilah Benkiran a déclaré que tout le problème de la femme marocaine est qu'elle est entrée dans le marché du travail. Il a poursuivi dans un discours rétrograde que le travail « ne lui laisse plus le temps ni de se marier, ni de devenir mère, ni d'éduquer ses enfants » et a qualifié d'« erreur » son choix de travailler.
Le penseur musulman Kamal Znidar a dénoncé les discours et les positions « machistes » du chef du gouvernement limitant le rôle des femmes à rester au foyer et a rappelé qu'en islam, à l'époque du prophète et des califes bien guidés, les femmes ont joué des rôles d'une très grande importance. Il a aussi souligné qu'à cause de ces discours et ces positions machistes, l'islam est aujourd'hui mal-vu et perçu comme une religion antiféministe et l'islamisme est devenu synonyme d'un système politique où la liberté et les droits de la femme n'ont pas de place.

## Le cas français (controverses)
En France, la loi sur les signes religieux dans les écoles publiques de 2004 a été l'occasion d'un débat opposant partisans et adversaires de la loi, faisant apparaître une ligne de clivage au sein même du mouvement féministe entre ceux et celles qui soutenaient la loi, au nom de l'émancipation de la femme vis-à-vis de la religion, et celles qui ont au contraire critiqué une instrumentalisation du féminisme par la droite, à des fins racistes et xénophobes,,,. Houria Bouteldja, porte-parole du collectif controversé des Indigènes de la République (PIR), établissait ainsi une continuité entre la cérémonie du dévoilement à Alger, en 1958, en plein milieu de la guerre d'Algérie, citant Frantz Fanon pour qui « certaines, dévoilées depuis longtemps, reprennent le voile affirmant ainsi qu’il n’est pas vrai que la femme se libère sur l’invitation de la France et du Général de Gaulle ». Bouteldja critiquait ainsi notamment l'association Ni putes ni soumises, qu'elle qualifiait, d'après le concept de Louis Althusser, d'« appareil idéologique d'État ».
Pour la sociologue et féministe Zahra Ali, qui assume le port du voile, cette polémique renvoie au « discours de la domination coloniale présentée comme une mission de civilisation », et elle déplore la marginalisation et la stigmatisation dont sont victimes les femmes musulmanes voilées de la part des féministes.
L'essayiste Céline Pina considère que « la promotion d'un signe qui marque la place subalterne de la femme et son refus de lui accorder l'égalité en droit est (un) choix (mais faire) passer un tel engagement pour du féminisme est en revanche une imposture ». Elle précise que « le prétendu «féminisme islamique», dont Rokhaya Diallo se veut une représentante, est en réalité une arme forgée par les islamistes dans le cadre de leur volonté de conquête culturelle, laquelle passe par la contestation systématique de l'universalisme et la promotion du relativisme culturel dans tous les domaines. Ainsi l'«islamo-féminisme» vise à délégitimer l'action des féministes universalistes qui considèrent le féminisme comme un enjeu et un combat dont les conquêtes doivent profiter à toutes les femmes. Or le prétendu «féminisme islamique», loin de contribuer à l'émancipation des femmes, participe à la propagation de l'idéologie islamiste et du patriarcat qui lui est consubstantiel. Conquérir des droits universels ne l'intéresse pas. Cette mouvance, très présente au sein des institutions internationales, est un des plus efficaces chevaux de Troie des islamistes »
Pour la psychanalyste Houria Abdelouahed, auteure de Les Femmes du prophète : « Comment peut-on en venir à parler de féminisme islamique ? Féministe et musulmane, je veux bien : qu'une femme n'ait pas envie d'ébranler toutes les assises identitaires, je peux comprendre. Mais féministe et islamique, je n'y crois pas. Certains versets se prêtent à interprétations, pas d'autres. Lorsqu'un verset dit : « Battez-les si elles continuent à être insoumises », qu'on le veuille ou non, le verbe battre ne se prête pas à de multiples interprétations. Et lorsque Tabari interprète le verset « Battez-les », il écrit que l'homme peut posséder la femme sans lui adresser la parole. Donc, il peut la violer ».
Le doctorant en droit public, Pierre Juston qualifie ce concept de « fumeux » dans un article au journal Marianne en réponse à un manifeste intitulé « Les droits des musulmanes font partie du droit des femmes » dont la militante Rokhaya Diallo est la première signataire. Il explique notamment que ce concept s'est développé « dans le prolongement des gender studies et des théories intersectionnelles » et démontre que le collectif à l'origine du manifeste est issu de « la plateforme inter-associative Présence Musulmane, proche de Tariq Ramadan qui développait déjà au début des années 2000 une stratégie de l’émergence idéologique du "féminisme islamique" ».

### Congrès
Un congrès international sur le féminisme musulman a eu lieu à Barcelone en Espagne du 27 au 29 octobre 2005. Il était organisé par la Junta Islamica Catalan avec le soutien du Centre de Catalogne de l'Unesco.
Au nom de l'association Pénélopes, Caroline Fourest, au contraire, considère la notion même de « féminisme islamique » d'oxymorique (rapprochement de deux termes contradictoires), s'affirmant outrée que l'Unesco et la Ligue des droits de l'homme aient organisé un colloque à ce sujet à Paris en 2006. L'association a dénoncé la présence, à Barcelone en 2005, de la femme de Youssef al-Qaradâwî, dirigeant du Conseil européen pour la fatwa et la recherche et tenant de positions particulièrement rétrogrades concernant le statut de la femme. La femme de Qaradhaoui s'était en effet opposée, lors de ce forum à Barcelone, à tout féminisme islamique, affirmant qu'il ne saurait être que laïc[pas clair].

## Prisonnières féministes

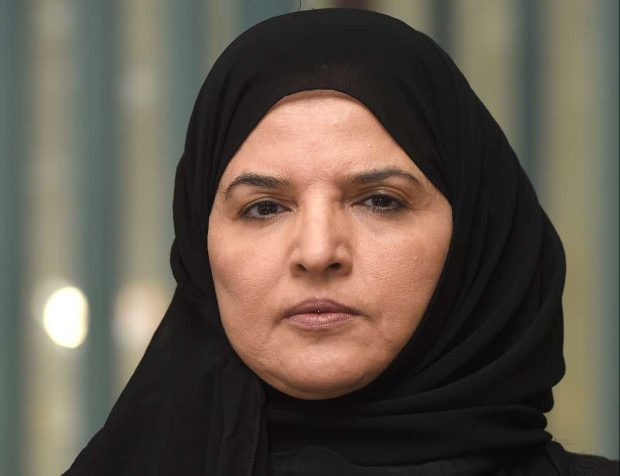
Aziza al-Yousef, l'universitaire emprisonnée en 2018.

En mai 2018, l’Arabie saoudite emprisonne onze militantes des droits des femmes qui avaient notamment « défendu le droit des femmes à conduire ou demandé la levée du système de tutelle qui oblige ces dernières à obtenir la permission d’un parent masculin pour de nombreuses démarches » au motif de « porter atteinte aux intérêts nationaux et d’aider les ennemis de l’État »,. Trois d'entre les prisonnières sont libérées en mars 2019, tout en restant poursuivies : Eman al-Nafjan, Aziza al-Yousef et Rokaya Mohareb,,.

## Liste de féministes musulmanes
- Leila Ahmed (États-Unis)
- Noushin Ahmadi Khorasani (Iran)
- Zahra Ali (France)
- Eman al-Nafjan (Arabie saoudite)
- Seyran Ateş (Allemagne)
- Margot Badran (États–Unis)
- Alya Baffoun (Tunisie)
- Asma Barlas (États-Unis)
- Bchira Ben Mrad, fondatrice de l'Union musulmane des femmes de Tunisie (UMFT : 1936-1956)
- Asma Benadada (Maroc)
- Hoda Charaoui (Égypte)
- Riffat Hassan (États-Unis)
- Azizah Y. al-Hibri (États-Unis)
- Zilla Huma Usman (1971-2007, Pakistan)
- Sineb El Masrar (Allemagne et Maroc)
- Hanane Karimi (France)
- Konca Kuris (1961-1999, Turquie)
- Asma Lamrabet (Maroc), directrice centre d'études féminines en Islam
- Fatima Mernissi (Maroc)
- Ziba Mir-Hosseini (Iran et Royaume-Uni)
- Jâleh Qâem-Maqâmi (Iran)
- Shamima Shaikh (1960-1998, Afrique du Sud)
- Huda Sharawi (1879-1947), fondatrice de l'Union féministe égyptienne)
- Shahla Sherkat, fondatrice de la revue Zanan (Iran)
- Azzam Taleghani (Iran)
- Wassyla Tamzali (Algérie)
- Amina Wadud (États-Unis)
- Nadia Yassine (Maroc)
- Qasim Amin (Égypte)
- Sisters in Islam (Malaisie) et l’association de Nigérianes Baobab sont affiliées au réseau féministe transnational Women Living under Muslim Laws (Femmes vivant sous les lois musulmanes).